# Gospodarka Lesotho
Gospodarka Lesotho – z uwagi na bycie enklawą i górzyste położenie, gospodarka Lesotho jest silnie uzależniona od gospodarki Południowej Afryki i kursu randa. Z PKB na mieszkańca na poziomie ok. 3000 USD (ważonym parytetem siły nabywczej) Lesotho klasyfikowane jest przez Bank Światowy w niższej klasie średniej (ang. lower-middle-income country). Dla sytuacji gospodarczej kraju nie bez znaczenia jest również drugi na świecie odsetek obywateli zarażonych wirusem HIV – nosicielami jest 25% populacji w wieku 15–49 lat.

## Stan i struktura gospodarki
Od lat 80. XX wieku rząd starał się dywersyfikować gospodarkę, stymulując produkcję (odzież, tekstylia, obuwie) i turystykę (ośrodek narciarski w Górach Smoczych). Dynamiczny rozwój w latach 90. został przerwany przez zawirowania polityczne w 1998 roku. Ubyło wówczas ponad 40 000 miejsc pracy, a gospodarka skurczyła się o prawie 5%. Po roku 2000 gospodarka ponownie weszła na ścieżkę wzrostu. Do 2006 roku udział sektora produkcyjnego wzrósł do 22% PKB, ale w 2012 spadł do 12%. Było to spowodowane światowym kryzysem i rosnącą konkurencyjnością producentów azjatyckich na rynku amerykańskim. Od 2010 roku gospodarka Lesotho znowu się rozwija, uzyskując w latach 2012–2015 roczny wzrost przynajmniej 4–4,5%. W ostatnich latach wzrost PKB zmalał do ok. 2,3%. Szacuje się, że w latach 2017–2018 ponownie przekroczy 4%, dzięki inwestycjom budowlanym i górniczym.
Struktura gospodarki wg sektorów:
| Rok  | Rolnictwo | Przemysł | Usługi |
| ---- | --------- | -------- | ------ |
| 2011 | 7,8%      | 34,0%    | 58,1%  |
| 2016 | 7,3%      | 31,1%    | 61,5%  |

Na przemysł składa się przede wszystkim duża liczba małych firm produkujących tekstylia (wełna, moher), odzież i obuwie, oraz zajmujących się przetwarzaniem żywności i budownictwem. Wykorzystywane surowce często pochodzą z lokalnych gospodarstw rolniczych (skóry, juta). W sektorze tym pracuje około 36 000 Sotyjczyków, głównie kobiet.
W 2016 roku, z uwagi na wystąpienie suszy, rząd subsydiował żywność i wpływał na jej ceny za pomocą państwowych przedsiębiorstw.
Struktura PKB wg końcowego wykorzystania:
| Rok  | Konsumpcja gosp. domowych | Konsumpcja jednostek budżetowych | Inwest. w ŚT | Inwest. w zapasy | Eksport towarów i usług | Import towarów i usług |
| ---- | ------------------------- | -------------------------------- | ------------ | ---------------- | ----------------------- | ---------------------- |
| 2016 | 70,4%                     | 27,2%                            | 30,2%        | -1,6%            | 40,9%                   | -67,1%                 |

### Handel i usługi
Wielkie znaczenie odgrywa handel. Łączna wartość importu i eksportu przekracza 136% PKB. Niemal cały import (90%) pochodzi z RPA. Największymi odbiorcami eksportu są USA i RPA.

### Rolnictwo
Mimo najmniejszego udziału w gospodarce, i mimo że jedynie 1/10 powierzchni kraju jest uprawna, rolnictwem lub hodowlą trudni się niemal 3/4 Lesotyjczyków. Rolnictwo pokrywa jedynie 20% krajowego zapotrzebowania na żywność. Jest podatne na zmienność pogody i klimatu.
Główne uprawy: kukurydza, pszenica, groch i fasola, sorgo, jęczmień.
W 2014 roku 73% populacji zamieszkiwało obszary wiejskie.

## Wskaźniki makroekonomiczne
| Rok  | Całk. PKB [mld USD] | Całk. PKB ważony PSN [mld USD] | Zmiana PKB | Bezrobocie | Inflacja | Stopa redyskontowa | Stopa ref. banków komerc. | Podaż pieniądza M1 [mln USD] | Podaż pieniądza M3 [mln USD] | Zadłużenie wewn. [mln USD] | Zadłuż. zewn. [mln USD] | Bil. obrot. bież. [mln USD] | Eksport [mln USD] | Import [mln USD] | Rezerwy walut. i złota [mln USD] | Śr. oficjalny kurs wymiany do USD |
| ---- | ------------------- | ------------------------------ | ---------- | ---------- | -------- | ------------------ | ------------------------- | ---------------------------- | ---------------------------- | -------------------------- | ----------------------- | --------------------------- | ----------------- | ---------------- | -------------------------------- | --------------------------------- |
| 2004 | 1,511               | 3,186                          | +1,7%      | 31,6%      | 5,0%     |                    |                           |                              |                              |                            | 773,4                   | +100,7                      |                   |                  | 501                              | 6,46                              |
| 2005 | 1,682               | 3,403                          | +3,5%      | 36,02%     | 3,4%     |                    |                           |                              |                              |                            | 666,3                   | +165,7                      |                   |                  | 519                              | 6,36                              |
| 2006 | 1,8                 | 3,655                          | +4,2%      | 25,2%      | 6,1%     |                    |                           |                              |                              |                            | 657,4                   | +283,3                      |                   |                  | 658                              | 6,77                              |
| 2007 | 1,821               | 3,933                          | +4,8%      | 25,6%      | 8,0%     | 12,82%             | 14,1%                     |                              |                              |                            | 685,5                   | +373,2                      | 895,7             | 1881             | 1000                             | 7,05                              |
| 2008 | 1,869               | 4,277                          | +6,7%      | 25,3%      | 10,7%    | 14,05%             | 16,2%                     |                              |                              |                            | 696,9                   | +344,7                      | 935,0             | 1912             | 971                              | 8,26                              |
| 2009 | 1,864               | 4,403                          | +2,1%      | 24,8%      | 7,4%     | 10,66%             | 13,0%                     |                              |                              |                            | 760,1                   | +55,2                       | 779,2             | 1987             | 1180                             | 8,47                              |
| 2010 | 2,394               | 4,758                          | +6,5%      | 25,6%      | 3,6%     | 10,00%             | 11,2%                     |                              |                              |                            | 779,0                   | -158,3                      | 941,2             | 2413             | 1071                             | 7,32                              |
| 2011 | 2,792               | 5,167                          | +6,6%      | 24.7%      | 5,0%     |                    | 10,4%                     |                              |                              |                            | 802,9                   | -210,8                      | 1231              | 2633             | 919                              | 7,26                              |
| 2012 | 2,678               | 5,573                          | +5,9%      | 25,2%      | 6,1%     | 9,36%              | 10,1%                     |                              |                              |                            | 868,1                   | -377,1                      | 1036              | 2687             | 1028                             | 8,21                              |
| 2013 | 2,532               | 5,785                          | +2,1%      | 24,4%      | 4,9%     |                    | 10,0%                     |                              | 825,7                        |                            | 900,8                   | -167,7                      | 904,1             | 2250             | 1055                             | 9,66                              |
| 2014 | 2,521               | 6,022                          | +2,3%      | 24,6%      | 5,3%     |                    |                           | 353,7                        | 535,4                        | 14,77                      | 894,5                   | -134,6                      | 882,1             | 2190             | 1071                             | 10,85                             |
| 2015 | 2,335               | 6,429                          | +5,6%      | 26,5       | 3,2%     | 6,25%              | 10,59%                    | 340,6                        | 569,1                        | 47,8                       | 888,4                   | -84,0                       | 844,1             | 2049             | 904                              | 12,76                             |
| 2016 | 2,2                 | 6,676                          | +2,5%      | 27,4%      | 6,6%     | 6,75%              | 12,3%                     | 342,3                        |                              | 71,01                      | 883,3                   | -200,6                      | 851,6             | 1688             | 925                              | 14,71                             |

## Zatrudnienie
Duża liczba mieszkańców kraju pracuje w RPA – ok. 1/3 mężczyzn w wieku produkcyjnym. W połowie lat 90. XX wieku – przeszło 100 000, głównie w górnictwie. W 2010, ok. 40 000. Wiele osób pracuje na czarno lub w szarej strefie.
Wielkość siły roboczej szacowana jest na 919 900 osób.
Około 57,8% mieszkańców żyje poniżej progu ubóstwa. Dekadę wcześniej, w 2002, było to 61,3%. Próg ubóstwa z uwzględnieniem siły nabywczej wynosi ok. 1,9 USD/dzień.

## Zasoby naturalne
Rząd Lesotho za najważniejszy zasób kraju uważa wodę – „białe złoto”. Dzięki budowie tamy duży udział w krajowej gospodarce zaczęła odgrywać sprzedaż wody do RPA. Ważnym towarem eksportowym są również diamenty (ok. 8% PKB).

## Współpraca międzynarodowa
Od 1986 roku kraj współpracuje z RPA w zakresie gospodarki energetycznej i wodnej. Highlands Water Development Project zapewnił Lesotho dostęp do czystej energii wodnej, dzięki budowie (1996–1998) 185-metrowej tamy Katse. Budowa tamy pozwoliła też na sprzedaż wody do RPA.
W 2014 roku 44% wpływów budżetowych pochodziło z ceł z krajów SACU.

## Finanse publiczne
Wydatki rządowe stanowią blisko 61% PKB. Państwo pozostaje też największym pracodawcą. Deficyt budżetowy waha się w granicach 0,6% PKB, a dług publiczny wynosi ok. 60% PKB.

### Podatki i cła
Najwyższy podatek od dochodów osób fizycznych (PIT) wynosi 35%. Najwyższy podatek od dochodów osób prawnych (CIT) to 25%. Średnia taryfa celna wynosi 2,4%.
W Lesotho istnieje podatek od wartości dodanej (VAT) i podatek od dochodów kapitałowych (dywidendy).
Podatki stanowią blisko 51% przychodów budżetowych.

## Ocena międzynarodowa
W roku wskaźnik wolności gospodarczej (IEF) plasował Lesotho na 134. miejscu na świecie. Mimo sukcesów w walce z ubóstwem, uważa się, że kraj nadal jest silnie uzależniony od rolnictwa, a działalność rządu hamuje rozwój prywatnej przedsiębiorczości. Biurokracja i korupcja hamują też inwestycje zagraniczne. Rodzimą przedsiębiorczość krępuje ograniczony dostęp do usług bankowych i kredytowania.
Według IEF własność prywatna w Lesotho jest niedostatecznie chroniona. Znacznie lepiej chroniona jest własność intelektualna. Sądownictwo uznaje się za względnie niezawisłe, ale niedofinansowane. Powszechnym problem jest korupcja i brak transparentności w finansach publicznych.